# 罰金等臨時措置法
罰金等臨時措置法（ばっきんとうりんじそちほう、昭和23年12月18日法律第251号）は、物価変動に伴う罰金および科料の額等の特例に関する日本の法律である。

## 概要
古い刑罰法規の中には、大東亜戦争（太平洋戦争・第二次世界大戦）終結後のハイパーインフレーション（新円切替）により、罰金や科料の額が法律制定時の物価からすると、かなり金額が安くなってしまった規定がある。そのような事情に対応するために、財産刑の額を個々の刑罰規定における額に関わらず一定額へ引き上げることを規定している。
現在対象となる罪は、刑法、暴力行為等処罰ニ関スル法律、経済関係罰則ノ整備ニ関スル法律以外により定められた罪（ただし条例の罪を除く）すべてであるが、多額と寡額が低い場合のみが対象となっている。
引き上げ額は、対象となる法令に規定される罰金の額により、多額については2万円未満の場合は2万円、寡額については1万円未満の場合は1万円へ引き上げられることとなっている。科料についての金額の定めは撤廃されている。
下記にあるとおり、以前はほとんどの場合に本法律が適用されていたが、1991年（平成3年）の刑法改正後は、逆に適用されるケースがほとんどなくなっている。

## 制定から現行まで

### 制定時
1949年（昭和24年）2月1日施行された。
- 刑法における本則では罰金を20円以上、科料を10銭以上20円未満としているところを、罰金を1000円以上へ、科料を5円以上1000円未満へ、それぞれ引き上げることが定められた。
- 刑法、暴力行為等処罰ニ関スル法律、経済関係罰則ノ整備ニ関スル法律で定められた罪については、罰金の多額が50倍に引き上げられた。
- その他の法令で定められた罪については、罰金の多額が2000円未満の場合は2000円へ、寡額が1000円未満の場合は1000円へ、それぞれ引き上げられた。

### 昭和47年の改正
1972年（昭和47年）6月12日、昭和47年法律第61号により改正され、同年7月1日施行された。
- 罰金が4000円以上、科料が20円以上4000円未満にそれぞれ変更された。
- 刑法、暴力行為等処罰ニ関スル法律、経済関係罰則ノ整備ニ関スル法律で定められた罪については、罰金の多額が200倍に引き上げられた。
- その他の法令で定められた罪については、罰金の多額が8000円未満の場合は8000円へ、寡額が4000円未満の場合は4000円へ、それぞれ引き上げられた。

### 平成3年の改正
1991年（平成3年）4月17日、平成3年法律第31号により改正され、同年5月7日施行された。この改正によるものが現行の規定である。
- この改正では刑法そのものが改正され、罰金は1万円以上、科料は1000円以上1万円未満と定められた。
- 刑法、暴力行為等処罰ニ関スル法律、経済関係罰則ノ整備ニ関スル法律で定められた罪については、これらの法律で定められた罰金額そのものが引き上げられ[1]、罰金等臨時措置法による変更は廃止された。
- その他の法令で定められた罪については引き続き罰金等臨時措置法により額が定められたが、罰金の多額が2万円未満の場合は2万円へ、寡額が1万円未満の場合は1万円へ、それぞれ引き上げられた。